# V460 Возничего
V460 Возничего (лат. V460 Aurigae), HD 46776 — двойная звезда в созвездии Возничего на расстоянии приблизительно 1542 световых лет (около 473 парсеков) от Солнца. Видимая звёздная величина звезды — от +7,87m до +7,57m.

## Характеристики
Первый компонент — красный гигант, пульсирующая медленная неправильная переменная звезда (LB:) спектрального класса M5, или M7, или Mb. Масса — около 1,405 солнечной, радиус — около 116,31 солнечных, светимость — около 1463,049 солнечных. Эффективная температура — около 3310 K.
Второй компонент — коричневый карлик. Масса — около 47,99 юпитерианских. Удалён на 1,675 а.е..